# چنل ۷ (نوازنده)
چنل ۷ (انگلیسی: Channel 7؛ زادهٔ ۷ ژوئیهٔ ۱۹۷۷) یک موسیقی‌دان اهل ایالات متحده آمریکا است.